# ASK Klagenfurt
Der Arbeitersportclub Klagenfurt war ein österreichischer Fußballverein aus St. Peter bei Ebenthal, einem Stadtteil der Kärntner Landeshauptstadt Klagenfurt. Er steht unter dem Dach des ASKÖ. Seit der Saison 2024/25 tritt er nur noch in einer Spielgemeinschaft mit dem HSV Klagenfurt auf.

## Geschichte
Der ASK Klagenfurt wurde 1945 nach Kriegsende im Gasthof Wunder ins Leben gerufen und betrachtete sich dabei als Nachfolgeverein des 1928 gegründeten ASK St. Peter. Der Verein nahm seinem Spielbetrieb in der Kärntner Landesliga auf und konnte sich bereits 1946/47 die Landesmeisterschaft knapp vor dem SK Austria Klagenfurt sichern. 1949 holte man sich zudem den Kärntner Landescup (3:0-Finalsieg gegen Post Klagenfurt am 1. Mai 1949), schied im folgenden Bundesländer-Cup erst in der Nachspielzeit gegen die Wiener Austria aus. Im selben Jahr qualifizierte sich der Verein erfolgreich für die neugeschaffene Tauernliga, die gemeinsam mit der B-Liga und der Arlbergliga die zweithöchste österreichische Spielklasse bildete. Der Klub konnte stetes gut um den Platz in der Aufstiegsrelegation mitspielen und belegte 1949/50, 1955/56 und 1958/59 den jeweils undankbaren zweiten Platz. Bekanntester Spieler dieser Tage war Gerhard Sturmberger, der Verteidiger kam später beim Linzer ASK auf 43 Länderspiele.
Pech hatte der Klub allerdings 1958/59, denn einerseits war er nur auf Grund der schlechteren Tordifferenz hinter WSG Radenthein Zweiter geworden, andererseits scheiterten die Radentheiner in der A-Liga-Relegation und nahmen so Kärntens einzigen Platz in der neugebildeten Regionalliga Mitte ein. So musste der ASK Klagenfurt als Meisterschaftszweiter in die drittklassige Landesliga absteigen. Der Klub hielt sich in der Folgezeit lange in dieser Spielstufe, drei Abstiegen in die Unterliga folgten auch wieder drei Aufstiege (1981, 1990 und 1998).
Vor Beginn der Spielsaison 1998/99 wurde beim Kärntner Fußball-Verband zwischen dem FC Kärnten und dem ASK Klagenfurt eine Kooperation, zum Zweck der Förderung von Nachwuchskickern beider Vereine, eingegangen. Die Spieler beider Vereine starteten 1998/99 mit dem Trainer Emil Tassotti in die Kärntner Ligasaison mit dem Namen ASK/FCK Amateure erfolgreich.
2000/01 wurde die Mannschaft ASK/FCK Amateure mit dem Trainer Hannes Haubitz Kärntner Landesmeister und stieg in die nunmehrige drittklassige Regionalliga Mitte auf. Nach der Kooperationsbeendigung 2003 musste der ASK Klagenfurt einen Neubeginn in der Unterliga starten, als Trainer wurde Karl Sommerauer, ein ehemaliger Spieler von Austria Klagenfurt, verpflichtet. Allerdings ergaben sich in Folge zwei Abstiege in die niedrigste Kärntner Spielklasse.
2010/11 stieg der Verein (als Drittplatzierter der 2. Klasse C) in die 1. Klasse auf (es gab nur für einen der vier Drittplatzierten die Chance des Aufstiegs), wobei in der Relegation vorerst Keutschach eliminiert wurde (H 3:1, A 5:1) und man in der zweiten Relegationsrunde vom Verzicht des Gegners (DSG Köstenberg) profitierte.
In der Saison 2015/2016 konnte die Mannschaft nach 13 Jahren in die Unterliga aufsteigen. Man wurde überlegener Meister, Trainer waren Manfred Mertel und Christian Trappitsch.
Zur Saison 2016/2017 konnte der Ex-Bundesligaspieler Danijel Micic verpflichtet werden.
In der Saison 2020/2021 konnte der Meistertitel in der Unterliga fixiert werden und damit auch der verbundene Aufstieg in die Kärntner Liga. Weiteres konnte der Ex-Bundesligaspieler Sandro Zakany verpflichtet werden. In der Saison 2022/23 gelang der Meistertitel im Kärntner Oberhaus und der damit verbundene Aufstieg in die drittklassige Regionalliga Mitte.
Seit der Saison 2024/25 spielt der ASK in der siebtklassigen 2. Klasse. Kurioserweise konnte er trotzdem am ÖFB-Cup teilnehmen und verlor 0:14 gegen die drittklassige Union Mauer.

## Erfolge
- 1 × Unterliga Ost Meister 2020/2021
- 1 × 1. Klasse Meister 2015/2016
- 10 × Zweitliga-Teilnahme: 1950–1959 (Tauernliga)
- 1 × Viertelfinale ÖFB-Cup: 1949 (Bundesländer-Cup)
- 2 × Kärntner Landesmeister: 1947, 2001
- 1 × Kärntner Landescupsieger: 1949